# Norbert Gosieniecki
Norbert Gosieniecki SVD (ur. 7 czerwca 1920 w Dusocinie, zm. 30 grudnia 1940 w Mauthausen-Gusen) – polski kleryk katolicki, Sługa Boży Kościoła katolickiego.
Pochodził z wielodzietnej rodziny Franciszka i Zofii z domu Bialik. 10 czerwca 1920 roku został ochrzczony, a do Pierwszej Komunii Świętej przystąpił 26 sierpnia 1928.
Od 1930 roku uczęszczał do gimnazjum, a potem do liceum w Górnej Grupie. Nowicjat rozpoczął 5 września 1939 roku w Domu Misyjnym św. Stanisława Kostki Zgromadzenia Słowa Bożego w Chludowie. Po wybuchu II wojny światowej, na rozkaz władz gminy ewakuował się, ale po agresji Związku Socjalistycznych Republik Radzieckich na Polskę powrócił do Chludowa i 19 października odbył obłóczyny. 25 stycznia 1940 Niemcy internowali wszystkich przebywających w Domu Misyjnym duchownych i utworzyli obóz przejściowy dla zakonników i księży z okolicy. 19 maja złożył w trybie przyśpieszonym pierwsze śluby zakonne. Po aresztowaniu, które nastąpiło 22 maja 1940 roku przewieziony został do Fortu VII w Poznaniu, później do niemieckiego obozu koncentracyjnego Dachau (KL) i zarejestrowany został pod numerem 11455. Od 2 sierpnia 1940 przebywał w obozie Mauthausen-Gusen (zarejestrowany pod numerem 6224).
W nocy 29 na 30 grudnia, chorego i wyczerpanego ciężką pracą fizyczną Norberta Gosienieckiego, z polecenia kapo polano zimną wodą i pozostawiono w przedsionku, gdzie zamarzł.
Aresztowany i prześladowany ze względu na stan duchowny uznany jest za męczennika za wiarę i jest jednym z 122 Sług Bożych, wobec których 17 września 2003 roku rozpoczął się proces beatyfikacyjny drugiej grupy męczenników z okresu II wojny światowej. 23 kwietnia 2008 roku zamknięto w Misyjnym Seminarium Duchownym Księży Werbistów w Pieniężnie proces rogatoryjny (diecezjalny etap procesu beatyfikacyjnego).

## Źródła internetowe
- Notatka biograficzna